# Ranunculus verecundus
Ranunculus verecundus är en ranunkelväxtart som beskrevs av Robinson och Charles Vancouver Piper. Ranunculus verecundus ingår i släktet ranunkler, och familjen ranunkelväxter. Inga underarter finns listade i Catalogue of Life.